# Hypena bipartita
Hypena bipartita är en fjärilsart som beskrevs av John Henry Leech 1900. Hypena bipartita ingår i släktet Hypena och familjen nattflyn. Inga underarter finns listade i Catalogue of Life.